# Anna Reinhart

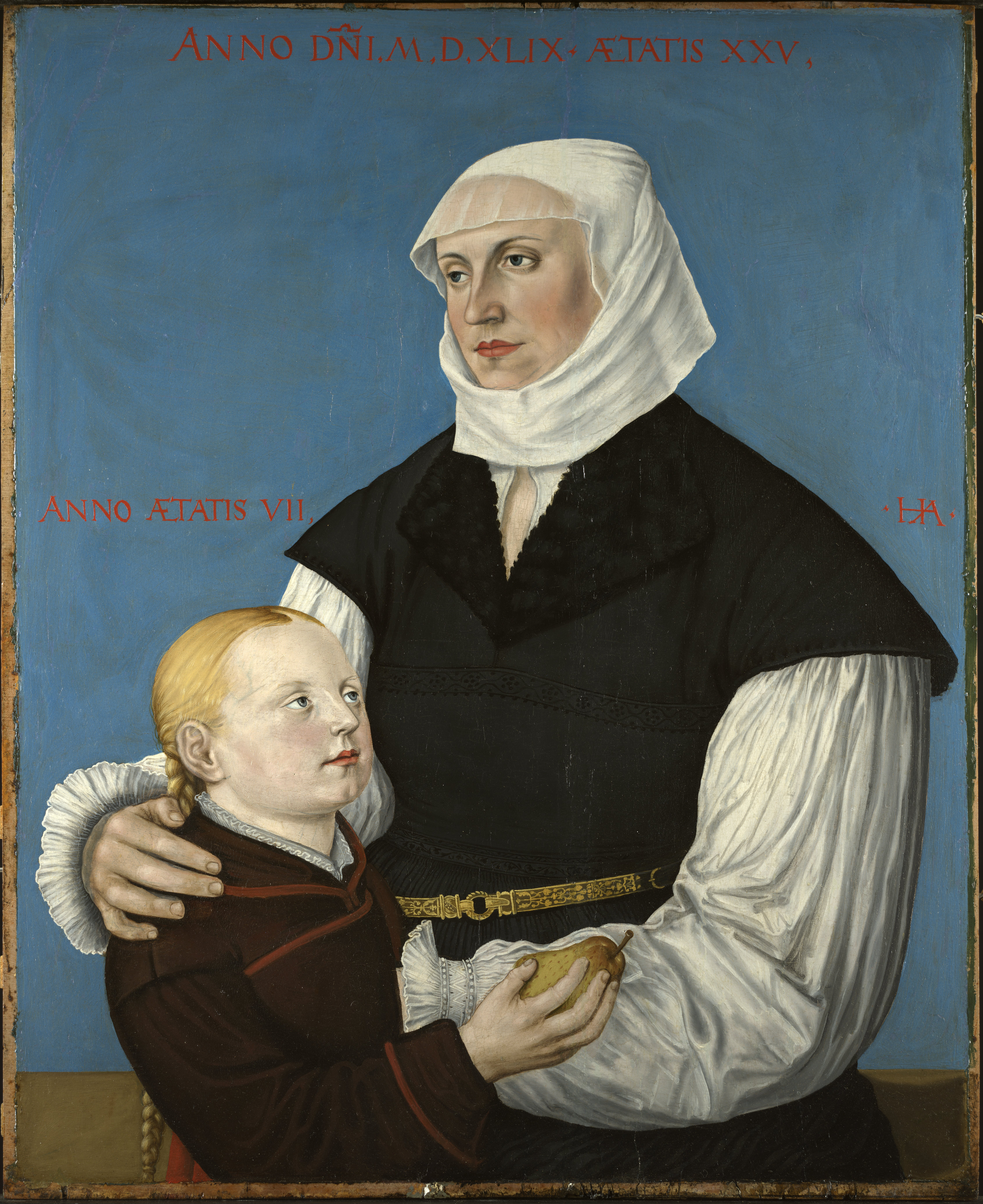
De dochter Regula Gwalther-Zwingli met haar dochter Anna Gwalther; schilderij van Hans Asper, 1549

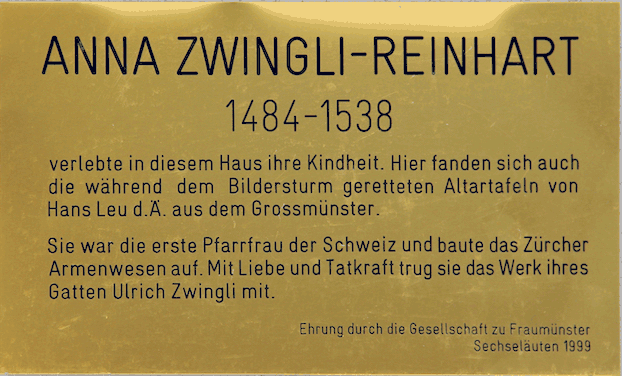
Gedenkplaat van Anna Zwingli-Reinhart op Schifflände 30, Zürich

Anna Reinhart (Zürich, rond 1484 – Zürich, 24 december 1538) was de vrouw van de Zwitserse kerkhervormer Ulrich Zwingli.

## Haar leven
Anna Reinhart werd rond 1484 geboren als dochter van de herbergiers Oswald en Elisabeth Reinhart uit Zürich. Ze zou "een buitengewoon mooie mens" zijn geweest. In 1504 trouwde ze met de schildknaap Hans Meyer von Knonau tegen de wil van zijn vader, die zijn zoon onterfde. Het jonge gezin kreeg drie kinderen: Margaretha (* 1505), Agathe (* 1507) en Gerold (* 1509). Na 13 jaar huwelijk stierf haar eerste echtgenoot in 1517 nadat hij gewond was geraakt tijdens een veldtocht. Haar zoon Gerold werd in 1512 opgenomen door de familie Von Knonau. Ze bleef in de "Höfli" wonen, niet ver van de Grossmünster in Zürich.
In 1522 trouwde ze in het geheim met de priester en latere kerkhervormer Ulrich Zwingli. Toen Zwingli in 1519 de pest kreeg verzorgde Anna hem. Het huwelijk met Anna was waarschijnlijk een van de redenen waarom Zwingli, samen met een aantal andere medeondertekenaars, in 1522 een petitie schreef aan de bisschop van Konstanz, om te worden bevrijd van het celibaat. Het huwelijk werd officieel gesloten op 2 april 1524 in een openbare kerkdienst kort voor de geboorte van hun eerste kind Regula (* 31 juli 1524). Andere kinderen volgden: Wilhelm (* 29 januari 1526), Huldrich (* 6 januari 1528) en Anna (* 4 mei 1530, overleden in hetzelfde jaar). Zeven jaar na haar huwelijk met Ulrich Zwingli werd Anna opnieuw weduwe.
Haar man sneuvelde op 11 oktober 1531 in de tweede slag bij Kappel. Met hem verloor ze ook haar eerste zoon Gerold, Anton Wirz, de echtgenoot van de oudste dochter Margaretha, haar broer Bernhard en een zwager. Na dit verlies werden Anna en twee van haar kinderen opgevangen door Zwingli's opvolger, Heinrich Bullinger. Anna Reinhart stierf in de winter van 1538.

### Nakomelingen
Regula, haar oudste dochter uit haar huwelijk met Zwingli, trouwde in 1541 met Rudolf Gwalter, die later Bullinger opvolgde als kerkelijk leider. Een portret van Hans Asper van haar en haar dochter Anna is bewaard gebleven. Ze stierf aan de pest in 1565. De jongste zoon, Huldrich, trouwde in 1549 met de oudste dochter van Heinrich Bullinger. Hij stierf in 1571. Geen van de kinderen van Anna Reinhart werd ouder dan 45 jaar.

## Trivia
Anna Reinhart was te zien in de films:
- Zwingli's Erbe van Eutychus Productions (2018, gespeeld door Mirjam Nef),
- Zwingli van C-Films AG (2019, gespeeld door Sarah Sophia Meyer).
- Ter herinnering aan haar leven en om haar te eren is er een plaquette gemaakt. De gedenkplaat is te vinden op Schifflände 30 in Zürich.